# Sara Escudero
Sara Escudero Rodríguez (Arenas de Sant Pedro, 18 d'agost de 1981) és una actriu, còmica, directora de cinema i presentadora de televisió espanyola.

## Biografia
Va néixer a la localitat avilesa d'Arenas de San Pedro, l'any 1981. Després de finalitzar l'educació secundària va iniciar la carrera de Medicina a la Universitat de Salamanca, però la va abandonar quan cursava tercer, l'any 2002, i se'n va anar a Madrid a fer estudis de Teatre. Va ser a la capital on va començar a representar monòlegs. En va gravar diversos pel canal de televisió Comedy Central i també va participar en El club de la comedia, on va guanyar el concurs de l'edició del 2011 amb el seu monòleg Cumplir los 30 soltera.
Al marge dels seus espectacles als teatres, el seu èxit amb els monòlegs la va portar a col·laborar de manera freqüent amb diversos projectes de ràdio i televisió. També imparteix tallers de risoteràpia per a empreses.
Va dirigir i produir tres curtmetratges l'any 2019: Dorothy, Ninette y un billete de 50, amb Antonia San Juan, Belinda Washington i Álex O'Dogherty; Por error, que va quedar finalista al certamen de curtmetratges de Santaella; i Chica, guanyador a la secció oficial del festival de curtmetratges asturià Cinesan.
Com a autora, ha publicat En ocasiones veo frikis (2014), un recull de monòlegs; També Clericó (2017) i No estás a la altura (2018), ambdós il·lustrats per Sito Recuero i dirigits al públic infantil i juvenil; L'any 2021 va publicar El canino de Santiago, un llibre de viatges que rendeix homenatge a la seva gosa Nala, amb qui va recórrer el camí de Sant Jaume.

## Trajectòria professional

### Cine
| Any  | Títol                                               | Direcció        | Notes |
| ---- | --------------------------------------------------- | --------------- | --- |
| 2019 | Dorothy, Ninette y un billete de 50                 | Sara Escudero   | Curtmetratge dirigit per Escucero. Amb Antonia San Juan, Belinda Washington, i Álex O'Dogherty, de protagonistes.                      |
| 2019 | Por error                                           | Sara Escudero   | Curtmetratge dirigit per Escudero. Amb Juan Logar, Sara Escudero, i Israel Criado, entre els protagonistes.                            |
| 2020 | Chica                                               | Sara Escudero   | Curtmetratge dirigit per Escudero. Amb Maria Alfonsa Rosso, Sara Escudero, Macarena Sanz, i Nicolás Coronado, entre els protagonistes. |
| 2020 | Padre no hay más que uno 2: la llegada de la suegra | Santiago Segura | Actriu de repartiment, fent el paper de monitora de càmping.                                                                           |

### Televisió (selecció)

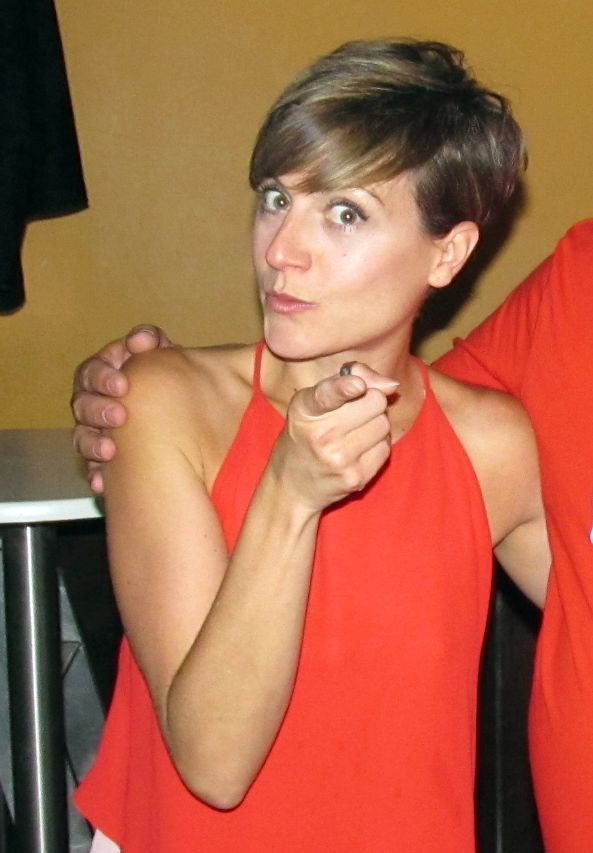
Sara Escudero, després de la seva actuació a Celanova, al 2014.

| Any       | Títol                 | Cadena     | Paper          |
| --------- | --------------------- | ---------- | -------------- |
| 2011-2017 | El club de la comedia | La Sexta   | Monologuista   |
| 2013      | La noche de José Mota | Telecinco  | Col·laboradora |
| 2014-2016 | Zapeando              | La Sexta   | Col·laboradora |
| 2015-2016 | Más que series        | Atreseries | Presentadora   |
| 2015-2016 | Qué fue de...         | Atreseries | Presentadora   |
| 2016-2017 | Hazte un selfi        | Cuatro     | Col·laboradora |
| 2017-2019 | Cero en historia      | #0         | Col·laboradora |
| 2018      | Arranca en verde      | La 1       | Presentadora   |
| 2018      | Dfiesta               | La 2       | Presentadora   |
| 2019-2020 | El intermedio         | La Sexta   | Col·laboradora |
| 2020      | La mañana             | La 1       | Col·laboradora |
| 2021      | ¿Y si sí?             | La 1       | Monologuista   |

### Sèries de televisió
| Any  | Títol         | Cadena         | Personatge    | Notes                   |
| ---- | ------------- | -------------- | ------------- | ----------------------- |
| 2016 | Irse de madre | Websèrie       | Sara Escudero | 18 episodis.            |
| 2018 | Centro médico | La 1           | Ana Puig      | Episodi «Polvo Blanco». |
| 2019 | Flipante Noa  | Disney Channel | Theresa       | 8 episodis.             |

### Ràdio
| Any       | Títol               | Emisora     | Notes          |
| --------- | ------------------- | ----------- | -------------- |
| 2015-2017 | Atrévete            | Cadena Dial | Col·laboradora |
| 2019 - ?  | Por fin no es lunes | Onda Cero   | Col·laboradora |
| 2019 - ?  | Más de uno          | Onda Cero   | Col·laboradora |

### Teatre
- Estamos perdiendo la cabeza (2013). Monòleg.
- Te elegiría otra vez (2015). Comèdia romàntica teatral, escrita i dirigida per Sara Escudero, amb la codirecció de Goyo Jiménez.
- No despiertes a la rana (2016). Monòleg.
- Sara es... cudero (2018). Monòleg.
- Tiempo al tiempo (2020). Monòleg.

### Llibres
- En ocasiones veo frikis (2014). Ed. Anaya. ISBN 9788441534636.
- Clericó (2017). Ed. Guante Blanco. ISBN 9788416808281. Amb il·lustracions de Sito Recuero.
- No estás a la altura (2018). Ed. Fun Readers. ISBN 9788494841323. Amb il·lustracions de Sito Recuero.
- El canino de Santiago (2021). Ed. Fun Readers. ISBN 9788412323252. Amb il·lustracions de Pedro Fernández.[11]